# Ivan Brljevic
Ivan Brljevic es un deportista sueco que compitió en taekwondo. Ganó tres medallas en el Campeonato Europeo de Taekwondo entre los años 1992 y 1996.

## Palmarés internacional
| Campeonato Europeo | Campeonato Europeo   | Campeonato Europeo | Campeonato Europeo |
| Año                | Lugar                | Medalla            | Categoría          |
| ------------------ | -------------------- | ------------------ | ------------------ |
| 1992               | Valencia (España)    | Medalla de plata   | –83 kg             |
| 1994               | Zagreb (Croacia)     | Medalla de bronce  | –83 kg             |
| 1996               | Helsinki (Finlandia) | Medalla de plata   | –83 kg             |